# Mašovický lom
Mašovický lom este o arie protejată (arie specială de conservare — SAC, sit de importanță comunitară — SCI) din Republica Cehă întinsă pe o suprafață de 9,27 ha, integral pe uscat.

## Localizare
Centrul sitului Mašovický lom este situat la coordonatele 48°51′32″N 15°59′11″E / 48.858889°N 15.986389°E.

## Înființare
Situl Mašovický lom a fost declarat sit de importanță comunitară în aprilie 2005 pentru a proteja 1 specie de animale. Situl a fost protejat și ca arie specială de conservare în decembrie 2013.

## Biodiversitate
Situată în ecoregiunea continentală, aria protejată nu include niciun habitat protejat.
La baza desemnării sitului se află o specie protejată de  amfibieni: Triturus carnifex.